# Allen Bunn
Allen Bunn (1924-1977), connu également sous le nom de Tarheel Slim, de son vrai nom Alden Bunn, est un guitariste et chanteur de gospel, de blues, de rhythm and blues et de rock 'n' roll américain, né à Bailey, en Caroline du Nord et mort à New York.

## Carrière
Allen Bunn est membre, dans les années 1940, de divers groupes de gospel. En 1950, il est membre d'un groupe de doo-wop, The Larks, qui enregistre pour Apollo Records. Le label publie en 1952-1953 plusieurs disques en solo de Bunn. Il continue sa carrière dans des groupes vocaux ou en solo sur divers labels, tels que Premium, ou Red Robin. 
En 1957, il crée un duo avec Ann Sanford qui devient sa femme. Le couple enregistre à partir de 1958 sous le nom de Tarheel Slim et Little Ann sur Fire Records, dans le style des duos masculin-féminin du rhythm and blues de la fin des années 1950. Sous le nom de Tarheel Slim, il sort un single de rock 'n' roll, avec les deux titres Wild Cat Tamer et Number Nine Train. Son dernier enregistrement sera un album de blues traditionnel à la guitare dans les années 1970, pour Trix Records.

## Discographie

### Singles
- Number Nine Train/ Wild Cat Tamer, Fire Records, 1959